# Casey Murphy
Casey Murphy, född 25 april 1996 i Bridgewater, är en amerikansk fotbollsspelare.

## Karriär
Casey Murphy inledde efter spel på collegenivå sin seniorkarriär i franska Montpellier HSC 2018. 2019 flyttade hon till Seattle Reign FC innan hon kontrakterades för North Carolina Courage år 2021. Hon debuterade i USAs landslag år 2021, och ingick i det amerikanska lag som vid olympiska sommarspelen 2024 i Paris tog guld efter att ha besegrat Brasilien i finalmatchen.